# Jocurile Olimpice de iarnă din 1994
A XVII-a ediție a Jocurilor Olimpice de iarnă s-a desfășurat la Lillehammer, Norvegia.

## Organizare
- Orașe candidate: Anchorage (SUA), Östersund (Suedia) și Sofia (Bulgaria).
- Pentru prima dată, Jocurile Olimpice de iarnă nu s-au desfășurat în același an cu Jocurile Olimpice de vară.

## Sporturi
- Biatlon
- Bob
- Combinata nordică
- Hochei pe gheață
- Patinaj artistic
- Patinaj viteză
- Patinaj viteză pe pistă scurtă
- Sanie
- Sărituri cu schiurile
- Schi acrobatic
- Schi alpin
- Schi fond

## Clasament pe medalii
(Țara gazdă apare marcată.)
| Poz. | Țară                       | Aur | Argint | Bronz | Total |
| 1    | Rusia                      | 11  | 8      | 4     | 23    |
| 2    | Norvegia                   | 10  | 11     | 5     | 26    |
| 3    | Germania                   | 9   | 7      | 8     | 24    |
| 4    | Italia                     | 7   | 5      | 8     | 20    |
| 5    | Statele Unite ale Americii | 6   | 5      | 2     | 13    |
| 6    | Coreea de Sud              | 4   | 1      | 1     | 6     |
| 7    | Canada                     | 3   | 6      | 4     | 13    |
| 8    | Elveția                    | 3   | 4      | 2     | 9     |
| 9    | Austria                    | 2   | 3      | 4     | 9     |
| 10   | Suedia                     | 2   | 1      | 0     | 3     |

## România la JO 1994
România a participat cu o delegație de 23 de sportivi din care 13 bărbați și 10 femei obținând un punct și locul 28 pe națiuni. Cele mai bune rezultate:
- locul 6: Ioan Apostol și Liviu Cepoi — sanie-2
- locul 8: Mihaela Dascălu — patinaj viteză, la 3.000 m și la 1.500 m